# Colin Kolles
Colin Kolles (n. Călin Colesnic, 13 decembrie 1967 în Timișoara, România) este fostul manager general al fostei echipe de Formula 1 Spyker F1 Team și actualul manager general al echipei debutante în Formula 1 HRT F1 Team.
De profesie este medic stomatolog.